# Шальмель-Лакур, Поль-Арман
Поль-Арман Шальмель-Лакур (фр. Paul-Armand Challemel-Lacour; 19 мая 1827, Авранш — 26 октября 1896, Париж) — французский политический деятель.

## Биография
Был профессором философии в лицее. После 2 декабря 1851 года арестован, как республиканец, и выслан из Франции. Путешествовал по Германии, Италии и Англии, пробавляясь случайным заработком от уроков французского языка и литературного труда, пока в 1856 году не получил место профессора французской литературы в Цюрихском политехникуме.
В 1859 году вернулся, на основании амнистии, во Францию, где открыл курс публичных лекций, скоро запрещенный. В 1860-х годах был постоянным сотрудником «Temps» и стал известен как искренний и горячий республиканец. В сентябре 1870 года его друг Гамбетта назначил его префектом департамента Роны; в марте 1871 года он отказался от этой должности, не будучи в состоянии помешать движению коммунаров и не желая отождествлять себя с политикой Тьера.
Впоследствии его деятельность в качестве префекта дала повод одному католическому монастырю, занятому, в стратегических целях, войском, начать против него процесс в гражданском порядке. Хотя правительство официально заявило, что занятие было вызвано настоятельной необходимостью, и что Шальмель-Лакур действовал как правительственное лицо, но клерикально-настроенный суд признал его превысившим свои полномочия и подлежащим ответственности в сумме свыше 150000 франков. Правительство взяло уплату штрафа на себя (1878 год).
В 1872 году Шальмель-Лакур был избран в Национальное собрание, где выделился как один из лучших ораторов крайней левой. Он был одним из основателей и деятельных сотрудников гамбеттистской «République Française». С 1876 года был сенатором. После падения Мак-Магона министерство Вадингтона назначило Шальмель-Лакура послом в Берлин (1879 год), откуда в 1880 году он был перемещён в Лондон. В 1882 году, после падения Гамбетты, он был отозван.
В 1883 году он принял портфель министра иностранных дел в кабинете Ферри и был главным виновником войны Франции с Китаем, но имел столкновение с Ферри, вследствие готовности последнего идти на сближение с Германией, и потому в конце 1883 года вышел в отставку.
В 1888—1889 годах он был одним из главных противников генерала Буланже. В 1893 году, после смерти Ферри, избран председателем сената; в том же году избран членом французской академии (вместо Ренана).
Шальмель-Лакур был глубоким знатоком немецкой философии и последователем, но не безусловным, Шопенгауэра. После его смерти вышла замечательная его книга: «Etudes et réflexions d’un pessimiste» (Париж, 1901), где развито его скептически пессимистическое миросозерцание, умеющее находить утешение именно в безнадежности, так как с точки зрения безнадежности всякое случайное, мимолетное благо является благом «an und für sich». При жизни вышла в свет его книга: «Philosophie individualiste, étude sur W. Humboldt» (Париж, 1864). Его речи, изданные в Париже в 1897 году («Oeuvres oratories de Challemel-Lacour, avec une introduction et des notices de J. Reinach»), представляют очень ценный материал для истории второй половины XIX века, особенно по истории борьбы с клерикализмом.